# Franz Wagner (labdarúgó)
Franz Wagner (Bécs, 1911. szeptember 23. – Bécs, 1974. december 8.) osztrák és német válogatott osztrák labdarúgó, fedezet, edző.

## Pályafutása

### Klubcsapatban
1931-ben a Cricket Vienna labdarúgója volt. 1931 és 1943 között a Rapid Wien játékosa volt. A második világháború végén, 1944-ben az LSV Markersdorf együttesében szerepelt, majd visszatért a Rapidhoz, ahol 1949-es visszavonulásáig játszott.

### A válogatottban
1933 és 1936 között 18 alkalommal szerepelt az osztrák válogatottban. Tagja volt az 1934-es olaszországi világbajnokságon negyedik helyezett csapatnak. Az Anschluss után 1938 és 1942 között három alkalommal szerepelt a német válogatottban. Részt vett az 1938-as franciaországi világbajnokságon német színekben, de pályára nem lépett.

### Edzőként
1955 júliusa és decembere között korábbi klubja, a Rapid Wien vezetőedzője volt.

## Sikerei, díjai
Ausztria
- Világbajnokság
  - 4.: 1934, Olaszország

  Rapid Wien
- Osztrák bajnokság
  - bajnok: 1934–35, 1937–38, 1939–40, 1940–41, 1945–46, 1947–48
- Német bajnokság
  - bajnok: 1940–41
- Nyugatnémet kupa (Tschammerpokal)
  - győztes: 1938